# 王蕙玲
王蕙玲（1964年2月15日—），台灣編劇家、作家，祖籍山東，生於台北，畢業於臺北師範專科學校（即今國立臺北教育大學）音樂科，其具代表性的編劇作品有電視劇《京城四少》、《人間四月天》，及電影《飲食男女》、《臥虎藏龍》、《色，戒》等，曾入圍金鐘獎、金馬獎、香港金像獎、亞洲電影大獎等獎項，2000年更憑《臥虎藏龍》入圍第73屆奧斯卡金像獎。

## 生平
王蕙玲為學習音樂出身，早年只想當音樂老師，從未想過成為一名劇作家。後因愛看電視劇，開始無師自通寫劇本。1982年，在就讀師專音樂科四年級時，參與當時中華電視台單元劇時段《華視劇展》劇本徵稿活動。1983年仍在就讀師專五年級時，撰寫的劇本被此活動錄取，成為其人生轉捩點。同年，撰寫單元劇《此情何堪》深獲好評，考慮以寫作為未來方向。1984年編寫單元劇《默契》，決定以編劇為專職。
1984年與臺灣製片人徐立功合作電視劇《四千金》，翌年入圍金鐘獎。1986年，完成個人第一部長篇三十集的電視劇本《兩代情》。1989年，完成《追妻三人行》劇本，在兩岸三地播出時造成一股熱潮，並以此劇入圍金鐘獎。1990年，著手編寫《追妻三人行大運》劇本；並在同年完成《京城四少》劇本，翌年播出時風靡臺灣而成為討論焦點。
1999年起，王蕙玲以徐立功合作公視基金會數部文學戲劇，亦獲好評。其後，與李安合寫電影《飲食男女》劇本，跨足電影領域，並有「李安御用編劇」之稱。

## 劇本

### 電視劇
- 1983年華視《伴你窗前共此生》（單元劇）
- 1983年《誰是主角》（單元劇）
- 1983年《子夜秋歌》（單元劇）
- 1983年《情深幾許》（單元劇）
- 1983年《也是情歌》（單元劇）
- 1983年《此情何堪》（單元劇）
- 1983年《默契》（單元劇）
- 1984年《四千金》
- 1984年《好夢連床》
- 1985年《姻緣路》
- 1985年華視《花月正春風》
- 1986年《兩代情》
- 1987年華視《家家有本傷腦經》
- 1987年《億萬富豪》
- 1987年《小妹》（單元劇）
- 1987年《遺忘》（單元劇）
- 1987年《天生贏家》（單元劇）
- 1987年《兩人世界》（單元劇）
- 1987年《我的前半生》
- 1988年《甦醒》
- 1988年《永不回頭》（單元劇）
- 1989年華視《追妻三人行》
- 1989年《雞兔同籠》（單元劇）
- 1989年《偶像》（單元劇）
- 1990年《追妻三人行大運》
- 1991年華視《京城四少》
- 1992年《今生未了情》
- 1994年華視《歡喜樓》
- 1995年華視《第一世家》
- 1997年《女人三十》
- 1999年《人間四月天》
- 2004年公視基金會《她從海上來—張愛玲傳奇》
- 2007年《謝謝你曾經愛過我》

### 電影
- 1994年《飲食男女》
- 2000年《夜奔》
- 2000年《臥虎藏龍》
- 2000年《候鳥》
- 2007年《色，戒》
- 2014年《太平輪》
- 2017年《妖猫传》

## 書籍
- 2006年《廿八都》

## 獎項
- 2007年第44屆金馬獎最佳改編劇本《色，戒》

## 外部連結
- 臺灣電影網－王蕙玲
- 王蕙玲在互联网电影资料库（IMDb）上的資料（英文）
- 王蕙玲在香港影庫上的簡介